# Wibout Rustenburg
Wibout Rustenburg (17 de septiembre de 1998) es un deportista neerlandés que compite en remo. Ganó una medalla de plata en el Campeonato Europeo de Remo de 2025, en la prueba de ocho con timonel.

## Palmarés internacional
| Campeonato Europeo | Campeonato Europeo | Campeonato Europeo | Campeonato Europeo |
| Año                | Lugar              | Medalla            | Prueba             |
| ------------------ | ------------------ | ------------------ | ------------------ |
| 2025               | Plovdiv (Bulgaria) | Medalla de plata   | Ocho con timonel   |